# Función de Hankel
Las funciones de Hankel son funciones especiales directamente relacionadas con las funciones de Bessel definidas sobre el plano complejo {\displaystyle \mathbb {C} }. Las funciones de Hankel de primera y segunda especie vienen dadas en términos de las funciones de Bessel ordinarias:

{\displaystyle H_{n}^{(1)}(x)=J_{n}(x)+iY_{n}(x)\qquad H_{n}^{(2)}(x)=J_{n}(x)-iY_{n}(x)}

Estas combinaciones lineales son también conocidas como las funciones de Bessel de tercera especie. Las funciones de Hankel de primera y segunda especie son usadas para representar las soluciones de ondas entrantes y salientes de una ecuación de ondas en simetrías esférica: respectivamente (o viceversa dependiendo de la convección de signo de la frecuencia). Estas funciones son así nombradas en honor de Hermann Hankel.